# Sremski Karlovci (nádraží)
Sremski Karlovci (srbsky Сремски Карловци) jsou železniční stanice na trati Bělehrad–Subotica v severní části Srbska, v autonomní oblasti Vojvodina. Stojí ve stejnojmenném městě, severně od jeho středu.
Stanice má celkem 4 koleje. Má celkem dvě nástupiště, která jsou spojena se staniční budovou podchody. Rychlíky projíždějí po vnitřních dvou kolejích a osobní vlaky zastavují na krajních.
Původní nádražní budova vznikla v době existence Rakousko-Uherska. Otevřena byla roku 1884 jako součást trati vedoucího do Zemunu. Stanice byla zrekonstruována a zmodernizována v 3. dekádě 21. století v souvislosti s obnovou celé železniční trati mezi Novým Sadem a Bělehradem. Vznikly nové přístřešky a podchod pod nádražím; kolejiště bylo nicméně o několik set metrů přesunuto severním směrem a vybudována byla nová staniční budova s veškerým vybavením a autobusovou zastávkou pro novosadskou příměstskou dopravu. Zbudována byla v průběhu celého roku 2021, a to od února do prosince.